# Michael Des Barres
Pour les articles homonymes, voir Des Barres.
Michael Philip Des Barres, 26ème Marquis Des Barres, est un acteur et chanteur britannique vivant aux États-Unis, né le 24 janvier 1948 à Londres (Royaume-Uni).
Il a été le chanteur du groupe Silverhead (en) dans les années 1970.

## Biographie
Chanteur avant d'être acteur, il a fondé le groupe Chequered Past qui a fait les premières parties du groupe Duran Duran. Mais après diverses expériences, il s'est tourné vers la télévision et le cinéma. En 1987, il tourne Nightflyers, puis à la télévision on peut l'apercevoir dans Alf, Deux flics à Miami, Cagney et Lacey, Pour l'amour du risque, etc. Il joue fréquemment des rôles de « méchants », comme Murdoc dans MacGyver ou poursuivant Clint Eastwood dans Pink Cadillac.
Il a notamment chanté en remplacement de Robert Palmer dans le groupe Power Station, fondé par des membres de Duran Duran, lors de la tournée de leur premier album et notamment lors du Live Aid en 1985.

### Jeunesse
Enfant unique du marquis Philip et de la marquise Irene Des Barres, Michael Philip Des Barres est né et a grandi à Hove, dans le Sussex. Il a fréquenté la Repton School (en), un pensionnat dans le Derbyshire, et a continué à fréquenter l' école de théâtre Corona Academy (en) à Londres et est apparu dans plusieurs pièces de théâtre. Il a une ascendance française. Son titre de marquis a été décerné à un ancêtre du XIIIe siècle Guillaume II des Barres, un chevalier français. Guillaume II Des Barres a reçu le titre de marquis après avoir sauvé le roi Philippe II de France lors de la Bataille de Bouvines en 1214.

### Carrière

#### Musique
Michael Des Barres a commencé sa carrière musicale dans le groupe de glam rock Silverhead (en) en Angleterre en 1972. Le groupe a sorti deux albums sur le label de Deep Purple, Purple Records avant de se séparer en 1974.
Après avoir quitté Silverhead, Des Barres s'installe à Los Angeles, où il forme le groupe Detective (en). Le groupe a été signé sur le label Swan Song Records de Led Zeppelin par Jimmy Page , que Des Barres avait rencontré après une performance de Silverhead à Birmingham, en Angleterre, à laquelle les membres de Led Zeppelin avaient assisté.
À la suite de la séparation de Detective en 1978, Des Barres a formé Checkered Past (en) en 1982. En 1983, il a co-écrit et enregistré la chanson Obsession avec Holly Knight. En 1984, le groupe Animotion atteint le top dix international avec sa reprise.
Des Barres a rencontré les membres de Duran Duran lorsque Checkered Past a été leur première partie pour quelques concerts lors de leur tournée de 1984. En 1985, lorsque Robert Palmer se retire du projet parallèle de Duran Duran Power Station juste avant leur tournée estivale américaine, Des Barres est choisi pour prendre sa place en tant que chanteur principal.
Le 5 novembre 2013, le Michael Des Barres Band a sorti un album live, Hot n Sticky Live , qui a été enregistré au Viper Room de Los Angeles en novembre 2012.
Le 7 avril 2015, Des Barres a sorti un album solo, The Key to the Universe. Produit par Bob Rose au Forum Music Village (en) de Rome, l'album réunit Des Barres avec Nigel Harrison (en) (ancien bassiste de Blondie et Silverhead ) à la basse et à la guitare, et Clive Deamer (Radiohead, Portishead, Robert Plant) à la batterie, et Dani Robinson à la guitare.
En 2018, il a formé les Mistakes, composés de tous les musiciens vétérans - Loren Molinare (membre fondateur de Little Caesar & the Dogs) à la guitare, Eric Himel (Powerman 5000, hôte du Sunset Jam) à la guitare, Paul Ill (basé à LA musicien avec des ventes de plus de 20 millions de disques en tant que musicien de studio et 4,5 millions de disques en tant qu'auteur-compositeur) à la guitare basse, et Matt Starr (en) (batteur de studio et de tournée avec Guns N' Roses, Ace Frehley, Bon Jovi et Whitesnake) à la batterie. Le groupe signe chez Wicked Cool Records de Steven Van Zandt et a sorti 4 chansons - Living in the USA / Gotta Serve Somebody (janvier 2018) et Crackle and Hiss / Stop in the Name of Love (mai 2019). Les projets de The Mistakes de faire une tournée au Japon et en Russie en 2020 ont été annulés en raison de la pandémie mondiale de COVID-19.

#### Cinéma
Michael Des Barres est apparu dans plus de 100 émissions de télévision différentes et près de 30 films au cours de sa carrière. Il a commencé à jouer à 8 ans en tant que "Nux Bar Kid" sur des affiches dans toute l'Angleterre. Il est apparu (non crédité) dans le film Arrivederci baby de 1966 avec Tony Curtis. Son premier rôle de film crédité était en tant que membre de la distribution de soutien dans le film classique de 1967 Les Anges aux poings serrés, jouant un élève de l'East End qui porte toujours des lunettes de soleil foncées à l'intérieur et à l'extérieur, suivi de quelques autres rôles mineurs avant de décider de poursuivre une carrière dans la musique à la place. Plus tard, il s'est à nopuveau concentré sur le jeu d'acteur et a été choisi pour Ghoulies (1985) en tant que chef de la secte Malcolm Graves, et Nightflyers (1987) en tant qu'empathe charismatique.
À la télévision, outre le rôle de Murdoc dans MacGyver, il était également l'un des acteurs principaux de The New WKRP in Cincinnati (en) pendant la saison 1991-1992. Il était auparavant apparu dans WKRP in Cincinnati en tant que chanteur principal d'un groupe punk, Scum of the Earth.
Le 23 octobre 2013, il rejoint l'Orchestre philharmonique de Los Angeles pour la première mondiale de 200 Motels: The Suites, de Frank Zappa, dans laquelle il apparait en tant que Rance, le narrateur.

#### Radio
Actuellement, Michael Des Barres héberge Michael Des Barres Program tous les matins de 8h à 11h avec une rediffusion tous les soirs de la semaine de 9h à minuit sur Little Steven's Underground Garage (en) (Sirius XM Canal 21). Plus de six millions d'auditeurs entendent un mélange éclectique de rock, de soul et de punk, imprégné des vastes connaissances musicales de Des Barres et de ses messages de positivité et de longévité.

#### Documentaire:"Michael Des Barres: Who Do You Want Me to Be?"
En 2020, Michael Des Barres a sorti le documentaire "Who Do You Want Me To Be" ("Qui Voulez-Vous Que Je Sois ?"), réalisé par J. Elvis Weinstein (en), sur plateformes de streaming, DVD et Blu-ray. Le slogan du film est "Le fils d'un aristocrate junkie et d'une showgirl schizophrène devient un maître de la réinvention au cours d'un voyage de plus de 50 ans à travers le rock and roll, la télévision et les films.".

#### Vie privée
En 1974, Michael Des Barres a épousé sa petite amie depuis sept ans, l'actrice Wendy Hamilton (professeur émérite Wendy Wheeler, London Metropolitan University). Ils ont divorcé lorsqu'il a déménagé à Los Angeles après la dissolution de Silverhead.
Il a ensuite été marié à Pamela Des Barres de 1977 à 1991. Ils ont un fils, Nicholas Des Barres, un écrivain et concepteur de jeux vidéo à succès.
Des Barres est sobre depuis juin 1981. Au milieu des années 1980, il était l'un des membres fondateurs de Rock Against Drugs. Plus tard, il a fait du bénévolat en tant que conseiller en toxicomanie et a travaillé avec des adolescents sans abri. Il a également organisé et accueilli le festival annuel du film Don't Knock the Rock, qui a eu lieu pour la première fois en 2003.
Des Barres a épousé sa petite amie de longue date, Britta Hayertz, le 21 décembre 2018. Hayertz est la propriétaire de Britta Morgan Pilates.

## Discographie

### Albums Studio
- I'm Only Human (1980)
- Somebody Up There Likes Me (1986)
- The Key to the Universe (2015)

### Avec Silverhead
- Silverhead (1972)
- 16 and Savaged (1973)
- Live at the Rainbow (1975)

### Avec Detective
- Detective (1977)
- It Takes One to Know One (1977)
- Live from the Atlantic Studios (1978)

### Avec Chequered Past
- Chequered Past (1984)

### Avec le Michael Des Barres Band
- Carnaby Street (2012)
- Hot n Sticky Live (2013)

## Filmographie

### Films
- 1966 : Arrivederci baby (Drop Dead Darling) de Ken Hughes : Garçon à l'orphelinat (non-crédité)
- 1967 : Les Anges aux poings serrés (To Sir, with Love) de James Clavell : Williams
- 1971 : Je suis un monstre (I, Monster) de Stephen Weeks : Homme dans l'allée
- 1974 : Arizona Slim (en) de Richard Chase : Michael Pearson
- 1985 : Ghoulies de Luca Bercovici (en) : Malcolm Graves
- 1987 : Nightflyers de Robert Collector : Jon Winderman
- 1989 : Pink Cadillac de Buddy Van Horn : Alex
- 1990 : Midnight Cabaret de Pece Dingo : Paul Van Dyke
- 1992 : Waxwork 2 : Perdus dans le temps (Waxwork II: Lost in Time) de Anthony Hickox : George
- 1992 : Piège en haute mer (Under Siege) de Andrew Davis : Domiani
- 1994 : Silk Degrees de Armand Garabidian : Degrillo
- 1994 : Les Croisés de l'Espace (The High Crusade) de Klaus Knoesel et Holger Neuhäuser : Monsieur du Lac
- 1994 : Le Cadeau du ciel (A Simple Twist of Fate) de Gillies MacKinnon : Bryce
- 1996 : Limp Fangs de Christopher Michael (en) : Narrateur
- 1997 : Poison Ivy: The New Seduction de Kurt Voss : Ivan Greer
- 1998 : The Jungle Book: Search for the Lost Treasure de Michael McGreevey : Kohabeez
- 1999 : Sugar Town de Allison Anders et Kurt Voss : Nick
- 1999 : The Hungry Bachelors Club (en) de : Harold Spinner
- 2001 : Mulholland Drive de David Lynch : Billy Deznutz
- 2001 : L'Homme d'Elysian Fields (The Man from Elysian Fields) de George Hickenlooper : Nigel
- 2001 : Diary of a Sex Addict (en) de Joseph Brutsman : Sammy Horn
- 2002 : Ocean Park de David W. Warfield : Gower
- 2004 : Les Petits Braqueurs (Catch That Kid) de Bart Freundlich : Brisbane
- 2012 : California Solo (en) de Marshall Lewy : Wendell
- 2014 : Me de Jefery Levy : Sanford

#### Courts-métrages
- 2000 : Men Named Milo, Women Named Greta : Christian Bell
- 2001 : What They Wanted, What They Got : Jimmy Cotton
- 2010 : Terra Incognita : Thérapeute

### Télévision

#### Téléfilms
- 1987 : Double Switch : Simon
- 1987 : Free Spirit : Oliver Faraday
- 1988 : Life on the Flipside : Road manager
- 1994 : Deep Red (en) : Lew Ramirez
- 1996 : Alliance fatale : Steven Rose
- 2000 : Poison : Evan Lazlo
- 2001 : Le Courtier du cœur : Lui-même

#### Séries télévisées
- 1960 : Whack-O! (en) : Floyd (saison 6, épisode 1)
- 1967 : Mrs Thursday (en) : Laurence Mayne (saison 2, épisode 11)
- 1967 : Z-Cars : Jeune homme ivre (saison 6, épisode 21)
- 1967 : Driveway : John Mervin (pilote)
- 1968 : You and the World : Tim (saison 3, épisode 2)
- 1968 : The First Lady (en) : Barry Wainwright (saison 1, épisode 11)
- 1968 : Dixon of Dock Green : Philip Baker (saison 15, épisode 5)
- 1968 : B&B (en) : Simon (épisode 5)
- 1972 : Six Days of Justice (en) : Glover (saison 1, épisode 6)
- 1978 : WKRP in Cincinnati : Dog, chanteur du groupe Scum of the Earth (saison 1, épisode 4)
- 1979 : 200 dollars plus les frais : Keith / Gordon Flack (saison 5, épisode 12 ; saison 6, épisode 2)
- 1980 : Pour l'amour du risque : Syd Sado (saison 1, épisode 17)
- 1983 : Cagney et Lacey Malcolm Kingsley (saison 2, épisode 20)
- 1985 : Deux Flics à Miami : Lui-même, chanteur de The Power Station (non-crédité - saison 2, épisode 3)
- 1985 : Hôpital St Elsewhere : Donald (saison 4, épisode 10)
- 1985 : The Insiders (en) : Little Moe / Jimmy Randall (épisodes 9 et 12)
- 1986 : Sam Suffit (en) : Emmet Gentry (saison 1, épisode 3)
- 1986 : Le Voyageur : Le Sage (saison 3, épisode 7)
- 1987 - 1991 : MacGyver : Murdoc - 9 épisodes
- 1987 : Mr. Gun : Sir Guy (saison 1, épisode 19)
- 1988 : Deux Flics à Miami : Shane DuBois (saison 4, épisode 14)
- 1988 : J.J. Starbuck : Benny 'Ben Franklin' Bijou (épisode 15)
- 1988 : Ohara (en) : Roderick McConnell (saison 2, épisode 18)
- 1988 : 21 Jump Street : Mr. Karst (saison 3, épisode 16)
- 1988 : Alf : Eddie (saison 3, épisode 6)
- 1989 : 21 Jump Street : Gavin McHugh (saison 4, épisode 3)
- 1990 : Super Force : Jesse Caldwell (saison 1, épisode 6)
- 1990 : Le Père Dowling : Alex Sawyer (saison 2, épisode 2)
- 1991 - 1993 : Roseanne : Jerry Gimble / Steven (saison 3, épisode 23 ; saison 4, épisode 5)
- 1991 : Superboy : Adam Verrell (saison 4, épisodes 1 et 2)
- 1991 : The New WKRP in Cincinnati (en) : Jack Allen
- 1993 : Seinfeld : Restaurateur (saison 4, épisode 20)
- 1993 : La Loi de Los Angeles : Mr. Allesio (saison 8, épisode 17)
- 1993 : The Jackie Thomas Show (en) : Réalisateur du documentaire (épisode 13)
- 1993 : Les Trois As : Carlton Fischer (épisode 13)
- 1994 : Loïs et Clark : Les Nouvelles Aventures de Superman : Lenny Stokes (saison 2, épisode 2)
- 1994 : Bienvenue en Alaska : Felix Edmundovich Dzerzhinsky (saison 6, épisode 6)
- 1995 : Le Rebelle : Michael St. John (saison 3, épisode 22)
- 1995 : Marker : Beau (épisode 3)
- 1995 : L'As de la crime : Aaron DeFord <small<(saison 4, épisode 17)
- 1995 : Ellen : Nigel le directeur (saison 3, épisode 9)
- 1995 : Too Something (en) (épisode 20 - non diffusé)
- 1996 - 1997 : Melrose Place : Arthur Field
- 1996 : Sliders : Les Mondes parallèles : Vincent Cardoza (saison 3, épisode 5)
- 1997 : JAG : Roi Josif (saison 2, épisode 9)
- 1997 : Roseanne : Dr. Phillips (saison 9, épisode 19)
- 1997 : Hitz (en) : Julian (épisode 17 - non diffusé)
- 1997 : Ellen : Le patient (saison 4, épisode 21)
- 1998 : Voilà ! : Nick Hewitt (saison 2, épisode 15)
- 1998 : Le Caméléon : Douglas Willard (saison 3, épisode 3)
- 1998 : Nash Bridges : Niles Maynard (saison 4, épisode 14)
- 2001 : Providence : Yule (saison 4, épisode 14)
- 2001 : Temps mort : J.L Crawford (épisode 12)
- 2002 : Charmed : Prêtre des Ténèbres saison 4, épisode 19
- 2002 : My Guide to Becoming a Rock Star : Eric Darnell
- 2002 : Gilmore Girls : Claude Clemenceau (saison 3, épisode 9)
- 2002 : Spy Girls : Dr. Zirby (saison 1, épisode 3)
- 2003 : Nip/Tuck : Everett Poe (saison 5, épisode 3)
- 2004 : Dead Like Me : Gideon Jeffries (saison 2, épisode 6)
- 2004 : JAG : Howie Black (saison 9, épisode 22)
- 2004 : Hawaii : Preston Tucker <smal>(épisode 6)
- 2004 : Frasier : Georges (saison 11, épisode 20)
- 2005 : Alias : Miles Devereaux (saison 4, épisode 10)
- 2006 : Four Kings (en) : Nick Dresden (5 épisodes)
- 2010 : Bones : Simon Graham (saison 5, épisode 19)
- 2012 : The Finder : Icepick (épisode 12)
- 2012 : NCIS : Enquêtes spéciales : Del Finney (saison 10, épisode 3)
- 2012 : Suits : Avocats sur mesure : Sergei Baskov (saison 2, épisode 6)
- 2014 : Les Experts : Marty « The Cat » Kirch (saison 14, épisode 17)
- 2018 - 2019 : MacGyver : Nicholas Helman (saison 2, Episode 15 ; saison 3, Episode 18)

#### Séries d'animation
- 1992 : Batman : Nostromos (saison 1, épisode 19)
- 1992 : La Légende de Prince Vaillant : Membre de la Rose Noire / John (saison 2, épisodes 3 et 4)
- 1995 : Freakazoid! : Homme dans le trou (saison 1, épisode 12)
- 1996 : Mortal Kombat : Les Gardiens du royaume : Kano (saison , épisode )
- 1996 : The Real Adventures of Jonny Quest : Merlin / Rodney (saison 1, épisode 12 ; saison 1, épisode 17)
- 1996 : Spider-Man, l'homme-araignée : Jackson Wheele (saison 3, épisode 5)
- 1997 : Adventures from the Book of Virtues : Haman / Garde royal (saison 1, épisode 8)

### Jeux vidéo
- 2017 : Dishonored : La Mort de l'Outsider : Membre de la secte (voix)

### Clip vidéo
- 2011 : Moves like Jagger de Maroon 5 ft. Christina Aguilera
- 2016 : East Coast Girl de Butch Walker
- 2020 : Obsession de Puddles Pity Party (en)

## Distinctions

### Nominations
- 7e cérémonie des Razzie Awards : 
  - Pire chanson Originale pour "I Do What I Do" dans 9 semaines 1/2 (9½ Weeks) partagé avec Jonathan Elias et John Taylor

### Récompenses
- New York International Independent Film & Video Festival : 
  - 2002 Prix du long métrage - Meilleur acteur pour Ocean Park

- Action On Film International Film Festival (en) : 
  - 2011 Prix des légendes